# Wir Kinder vom Bahnhof Zoo (boek)
Wir Kinder vom Bahnhof Zoo is een boek uit 1978 over de jonge Berlijnse heroïneprostituée Christiane Felscherinow. Geschreven door Kai Hermann en Horst Rieck, die voor het Duitse weekblad Der Stern werkten.
Zij hadden Felscherinow bij een rechtszaak ontmoet waarin zij moest getuigen over haar drugsverslaving en haar ervaringen als heroïne-prostituee en besloten haar verhaal te documenteren. Felscherinow werd door de twee intensief ondervraagd over haar leven en de gesprekken werden op tape opgenomen. Die tapes werden vervolgens tot een boek verwerkt.

## Inhoud
In het boek wordt de situatie van drugsverslaafde kinderen en jongeren beschreven naar het voorbeeld van de destijds 14-jarige Felscherinow. De titel slaat op het Berlijnse Station Berlin Zoologischer Garten (in het kort Bahnhof Zoo genoemd), dat in de jaren zeventig en tachtig een ontmoetingsplaats voor de Berlijnse drugswereld was.
Het boek beschrijft minutieus de geschiedenis van het verslaafde meisje. Beschreven wordt de vicieuze cirkel van persoonlijke en sociale problemen, drugsverslaving, verhuftering, criminalisering en prostitutie. Aan het woord komen ook de familie en personen uit haar omgeving zoals maatschappelijk werkers, psychologen en politieagenten. Christiane Felscherinow groeide op in de Berlijnse hoogbouwwijk Berlin-Gropiusstadt.
In eerste instantie liep het boek totaal niet, maar na publicatie door de Stern begon de verkoop te lopen. Later (in 1981) volgde de verfilming van het boek. Er bestonden plannen voor een tweede boek en Felscherinow bezit nog cassettebandjes met vervolginterviews, maar dit idee is een stille dood gestorven.
Er wordt geschat dat Felscherinow ongeveer 1 miljoen mark aan haar verhaal verdiend heeft.
Het was het eerste boek over dit thema, waardoor het grote publiek inzichten kreeg in de drugsproblematiek. Na enkele uitgaven in Duitsland verschenen waren, is het in diverse talen vertaald. In het Nederlands is het verschenen onder de titel Christiane F, Verslag van een Junkie (ISBN 9023009770) in 1980.